# احمد امین
احمد امین (۱۸۸۶–۱۹۵۴) ، متفکر، مورخ و نویسنده, مصری.

## تحصیلات و منصب‌ها
احمد امین ابراهیم الطباخ در اول اکتبر ۱۸۸۶ در محله المنشیه در قاهره به دنیا آمد. وی تحصیلات خود را از قطب به مدرسه ابتدایی مادر عباس پاشا اول، تا الازهر، تا مدرسه شرعیه ادامه داد و در سال ۱۹۱۱ م گواهینامه قضایی خود را از آنجا گرفت پس از کسب مدرک تحصیلی علوم دینی از دانشگاه الازهر، او به عنوان قاضی تا سال ۱۹۲۶ مشغول به کار شد. او سپس به تدریس ادبیات عربی در دانشگاه قاهره دوستش طاها حسین به او پیشنهاد شغلی به عنوان معلم در دانشکده هنر در دانشگاه قاهره داد و او در آنجا به عنوان معلم و سپس به عنوان استادیار مشغول به کار شد تا اینکه در سال ۱۹۳۹ میلادی به ریاست دانشکده رسید. پرداخت و در همان‌جا در سال ۱۹۱۴ کمیته تألیف، ترجمه و انتشارات را به همراه تعدادی از همکارانش تأسیس کرد و تا زمان مرگش در سال ۱۹۵۴ رئیس آن بود. او در سال ۱۹۴۶ در مدیریت مجله الرساله شرکت کرد.به عنوان ریاست دانشکده هنر منصوب شد و تا سال ۱۹۴۶ عهده‌دار این سمت بود.

## تالیفات
وی نویسنده پرکار است و ده‌ها کتاب دارد. او سلسله کتابهایی در مورد تاریخ تمدن اسلامی به نگارش درآورد (۱۹۲۸–۱۹۵۳), از دیگر آثار مهم او کتاب زندگی‌نامه (زندگی من, ۱۹۵۰) و نیز کتاب دیکشنری فرهنگ عامیانه مصر است (۱۹۵۳). از دیگر آثار اوست:
- فجر الإسلام.
- ضحی الإسلام (۳ جلد).
- ظهر الإسلام (۴ جلد).
- یوم الإسلام

## فعالیت‌های مطبوعاتی
او سردبیر مجلاتی چون الرسالة (۱۹۳۳) و الثقافة (۱۹۳۹) بود. همچنین مؤسس گروه لجنات التالیف و الترجمة و النشر (گروه ادبی تألیف و ترجمه و نشر) بود.

## درگذشت
امین در اواخر زندگی در چشم و در پا دچار بیماری‌هایی شد و خانه‌نشین گشت تا اینکه در رمضان ۱۳۷۳ق برابر ۱۹۵۴م درگذشت.

## مرگ
احمد امین قبل از مرگش به بیماری چشم و سپس بیماری ساق مبتلا بود و به همین دلیل جز برای ضرورت از خانه بیرون نمی رفت. با وجود این، از نوشتن و تحقیق دست برنداشت تا اینکه خداوند در ۲۷ رمضان ۱۳۷۳ هجری قمری مصادف با ۳۰ اردیبهشت ۱۳۳۳ خورشیدی از دنیا رفت و بسیاری از کسانی که قدر او را می دانستند برای او گریستند. شاید کلمه او: "من می خواهم کار کنم، نه کنترل"، کلید مهمی برای درک این شخصیت بزرگ باشد.